# Gregorio di Montesacro
Gregorio di Montesacro (Puglia, 1187 circa – 1248 circa) è stato un abate e poeta italiano della letteratura latina medievale.

## Biografia
Gregorio di Montesacro, di origini pugliesi, al secolo Petrus Carus, dopo aver studiato teologia a Roma fu nominato abate nel 1220 dell'Abbazia della Santissima Trinità di Monte Sacro ed è noto per aver scritto il De hominum deificatione un poema a tema biblico composto interamente in esametri formato da sette volumi. Gregorio dedicò il suo poema all'arcivescovo Tommaso da Capua.

## Opere
- De hominum deificatione (1228-1239)[5]